# Dysstroma bifasciata
Dysstroma bifasciata là một loài bướm đêm trong họ Geometridae.